# Eksklaustracija
Eksklaustracija (lat. ex + claustrum = izvan klaustra) je vremensko razdoblje koje član crkvenog reda boravi izvan svog matičnog samostana uz dopuštenje ovlaštene osobe. Eksklaustracija sa sobom nosi suspenziju nekih obaveza i prava osobe kao člana reda ili kakve slične institucije.